# Wanessa Camargo
Wanessa Godói Camargo (Goiânia, 28 de dezembro de 1982) é uma cantora, compositora e personalidade de televisão brasileira. Alcançou o estrelato no início da década de 2000, quando assinou um contrato com a BMG e lançou os álbuns homônimos Wanessa Camargo (2000), Wanessa Camargo (2001) e Wanessa Camargo (2002), que foram certificados com ouro pela Pro-Música Brasil, e produziram singles como "O Amor Não Deixa", "Eu Quero Ser o Seu Amor" e "Sem Querer", respectivamente. Em 2004, ela lançou seu primeiro álbum ao vivo, Transparente Ao Vivo. Entre 2002 e 2004, foi uma das apresentadoras do programa Jovens Tardes, da TV Globo.
Após ganhar reconhecimento como um ídolo adolescente no início da carreira, Camargo adotou uma imagem mais madura e teve maior participação na concepção de seu quarto álbum de estúdio, W (2005), que gerou os singles "Amor, Amor" e "Não Resisto a Nós Dois". Seu quinto álbum de estúdio, Total (2007), incorporou uma maior variedade de gêneros musicais e produziu "Não tô pronta pra Perdoar" e "Me Abrace". Camargo incluiu influências do pop e do R&B em Meu Momento (2009), que produziu seu primeiro single em inglês, uma colaboração com o rapper Ja Rule intitulada "Fly", que conquistou o primeiro lugar nas rádios do Brasil.
Em 2010, Camargo decidiu se dedicar à música eletrônica, lançando o extended play (EP) Você não Perde por Esperar. Ela colaborou com o produtor Mister Jam em seu sétimo álbum de estúdio, DNA (2011), composto por canções em inglês, influenciadas pela música dance eletrônica. O projeto ainda gerou seu segundo álbum ao vivo, DNA Tour (2013). Durante esse período, Camargo se apresentava em boates destinadas ao público LGBT, o que fez ela afirmar-se ainda mais como um ícone gay. No entanto, Camargo demonstrou interesse em voltar ao seu repertório em português com baladas românticas. Seu oitavo álbum de estúdio, 33, foi lançado em 2016 sob críticas negativas devido ao apelo à música sertaneja, porém, gerou seu single mais bem-sucedido na parada Hot 100 Airplay, da Billboard Brasil, "Coração Embriagado". Posteriormente, ela demonstrou descontentamento com o novo rumo que sua carreira tomou e retornou a seu repertório pop com o lançamento de singles como "Mulher Gato" e "Loko!" (2018), bem como de seu nono álbum de estúdio, Universo Invertido (2020).
Durante sua carreira, ela vendeu dois milhões de álbuns e recebeu um Prêmio Multishow de Música Brasileira, um DJ Sound Awards, um Meus Prêmios Nick, um Troféu Internet e quatro Prêmio Jovem Brasileiro, além de ter sido indicada ao MTV Video Music Brasil e Troféu Imprensa e condecorada com um diploma de honra ao mérito pela Ordem dos Músicos do Brasil, em 2011.

## Início da vida

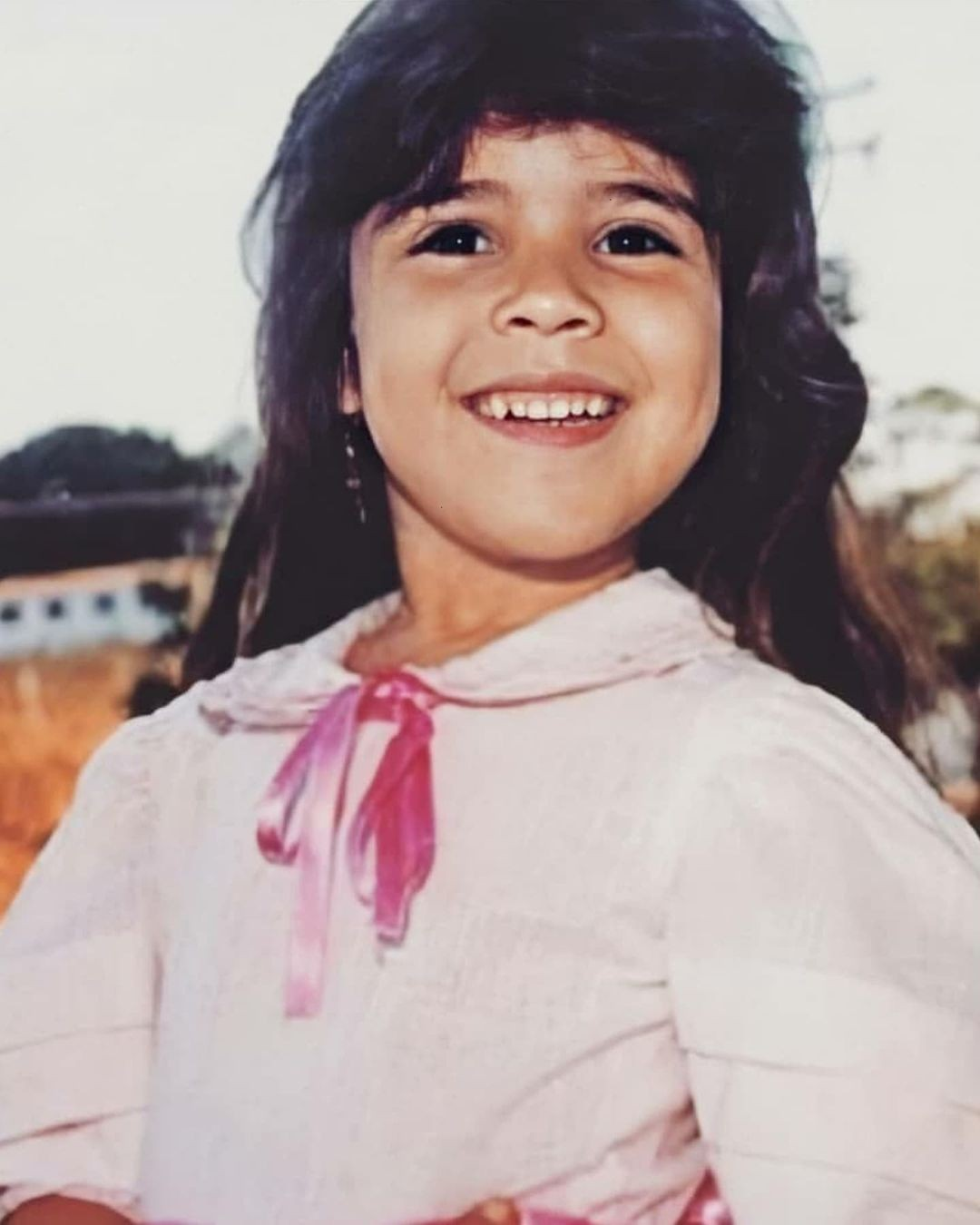
Camargo em 1987

Camargo é filha do cantor sertanejo Zezé Di Camargo e da empresária Zilú Godói, tendo como tios a atriz Luciele di Camargo e o cantor Luciano Camargo. Em 1991, aos nove anos, mudou-se para São Paulo quando seu pai e seu tio foram em busca de reconhecimento na carreira com a dupla Zezé di Camargo & Luciano. Em 1992, foi matriculada em uma escola particular assim que seus pais começaram a ter uma condição social melhor, mas passou a sofrer bullying dos colegas e funcionários por não ainda não ser considerada rica. Durante entrevista para a Veja, Camargo disse: "A diretora da escola vivia insinuando que a gente não iria pagar o colégio. Ela nos humilhava, mas eu era tão insegura que nunca contei isso a meus pais. Todos iam de carro à escola, menos eu, e até isso era motivo de gozação. Uma vez, para me deixar feliz, meu pai pegou um Fusca emprestado só para me dar o gostinho de ir à aula de carro".
Ainda em 1992, montou uma banda junto com Kiko, Leandro e Bruno, que futuramente formariam o grupo KLB. O grupo foi originalmente batizado como The Fenders – em referência à marca de guitarras – e depois se tornou Neon, quando passaram a tocar em festivais escolares com o repertório formado por covers de Xuxa, Angélica e Dominó. No ano seguinte, passou a estudar teatro, balé e sapateado. Em 1995, fez sua única peça de teatro, uma montagem do musical Cats em São Paulo. Entre 1996 e 1999, integrou o corpo de bailarinos da dupla de seu pai.

## Carreira

### 2000–03: Primeiros álbuns

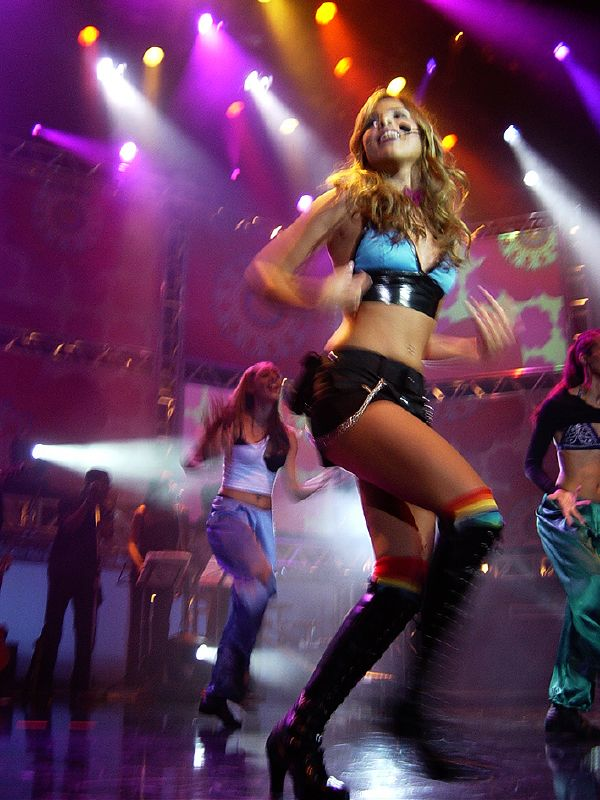
Wanessa em um dos shows da sua Turnê Olympia, em 2003.

No final de 1999, Camargo enviou algumas demos para a BMG, sendo contratada pela gravadora no ano seguinte, quando começou a trabalhar em seu disco de estreia. Em novembro de 2000, foi lançado seu primeiro single, "O Amor Não Deixa". No mês seguinte, ela lançou seu álbum de estreia, o homônimo Wanessa Camargo, focado no country pop com composições românticas, compradas de músicos estrangeiros e adaptadas pela equipe da gravadora para a língua portuguesa, além de uma escrita pela própria cantora "Eu Nasci pra Amar Você" – dedicada a seu namorado na época, Dado Dolabella. Devido à boa recepção de sua primeira canção, "Apaixonada por Você", que havia sido escolhida como segundo single, ganhou uma nova roupagem antes de chegar as rádios, trocando o ritmo mais dançante por uma versão country mais lenta e melódica, adequando-se a anterior. A nova versão foi liberada em fevereiro de 2001 e foi incluída na trilha sonora da novela Um Anjo Caiu do Céu. O álbum foi relançado com a nova versão da faixa inclusa em 15 de fevereiro. Ao todo vendeu 200 mil cópias. Na mesma linha dos anteriores, foi lançado o terceiro e último single, "Eu Posso Te Sentir", versão de "Breath", de Faith Hill.
Em 2001, Camargo faz sua estreia como atriz no filme infantil Xuxa e os Duendes, interpretando a fada Mel, além de gravar a faixa "Tudo Que Você Sonhar" para a trilha sonora do filme. Em 25 de outubro, foi lançado o primeiro single de seu segundo álbum, "Eu Quero Ser o Seu Amor", diferenciando-se das anteriores por apostar em um pop rock mais dançante e com o videoclipe inspirado em videogames. Em 9 de novembro, foi liberado seu segundo álbum, intitulado novamente Wanessa Camargo e seguindo a mesma linha do anterior e com a faixa "Vou Gritar Seu Nome" composta por ela. Em 21 de fevereiro de 2002, foi lançado o segundo single "Tanta Saudade", que trazia vocais de apoio de seu pai, Zezé Di Camargo. O último single do projeto, "Gostar de Mim", finalizou os trabalhos no álbum, que vendeu 300 mil cópias. Em julho, Camargo gravou o curta-metragem Socialmente Correto ao lado de Oscar Magrini, porém o projeto acabou sendo cancelado.
Em setembro de 2002, aceitou o convite da diretora Marlene Mattos para se tornar apresentadora do programa musical Jovens Tardes, ao lado do grupo KLB, da dupla Pedro e Thiago e do cantor Fael Mondego, sendo apresentado semanalmente aos domingos a tarde. O programa foi ao ar a partir de outubro e trouxe os apresentadores interpretando as canções da época com seus respectivos artistas originais. Em novembro, foi lançado o single "Um Dia... Meu Primeiro Amor", e no mês seguinte, seu terceiro álbum homônimo, Wanessa Camargo, seguindo a linha dos anteriores ao apostar no romantismo e nas melodias country. No início de 2003, foi lançado o segundo single, a pop rock "Sem Querer", que trouxe um videoclipe com participação de Erik Marmo. O último single do álbum foi escolhido por uma votação do site da cantora, tendo como opções a dançante "Paga Pra Ver (Tô Pagando Pra Ver)" e a country "Filme de Amor" – que foi escolhida e lançada oficialmente.

### 2003–05:Transparentee televisão

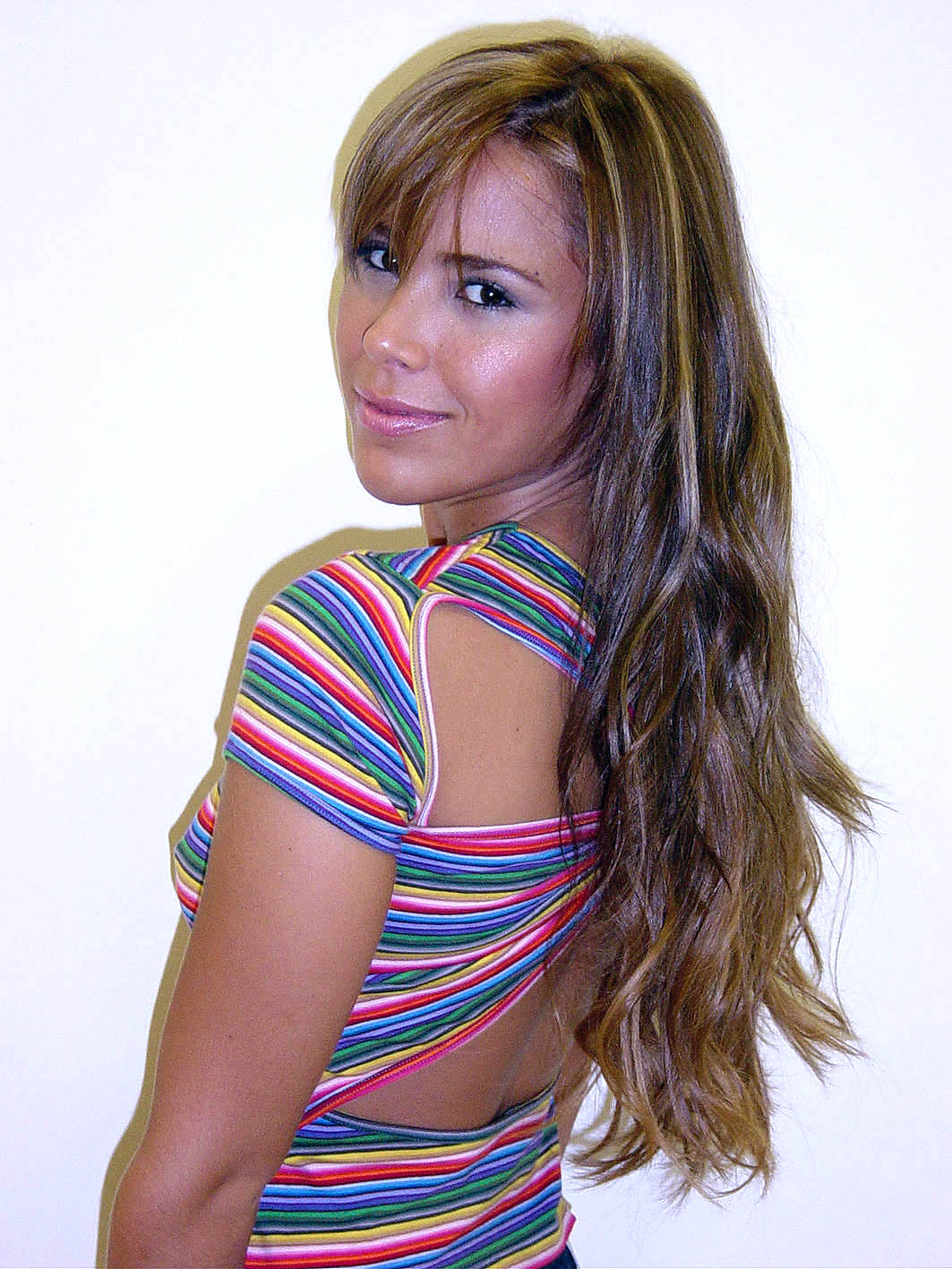
Wanessa em 2004

Em março de 2003, estreia a segunda temporada do Jovens Tardes, trazendo a inclusão de Luiza Possi no time dos apresentadores e uma temática diferente a cada programa, como rock, clássicos do cinema e temas de novelas, trazendo convidados especiais para interpretá-las. Nesta época, Camargo foi escalada para interpretar a personagem principal do curta-metragem S.O.S Cupido, porém o projeto ficou apenas no roteiro e nunca chegou a ser gravado. Após passar o ano se dedicando ao programa, a cantora gravou seu primeiro DVD no Rio de Janeiro em 20 de setembro.
Para o novo projeto, Camargo passou por uma reformulação de visual, passando a adotar roupas mais sensuais e um cabelo ruivo com franja, numa tentativa de amadurecer sua imagem perante ao público. Em dezembro, ela posou para um ensaio em que aparecia seminua na revista VIP, além de passar a dar entrevistas sobre sexo e assuntos tidos como tabu, reforçando a ideia de que havia crescido.
Em 11 de janeiro de 2004, o Jovens Tardes chegou ao fim após a saída de Marlene Mattos da emissora – que chegou a oferecer um programa solo para a cantora na Band, o qual foi recusado por ela, alegando que iria voltar a focar na música. Em fevereiro, fez uma participação especial no seriado infantil Sítio do Picapau Amarelo, onde interpretou a roqueira Diana. Em março, lançou seu novo single, "Me Engana que Eu Gosto", versão de "Miénteme", da cantora porto-riquenha Olga Tañón, mostrando uma grande diferença em relação aos trabalhos anteriores ao não lançar um carro-chefe focado no country. Em maio, ela lançou seu primeiro álbum ao vivo, intitulado Transparente Ao Vivo, que trazia quatro novas canções e seus sucessos anteriores. Em julho, realizou testes para a telenovela América, de Glória Perez, que estrearia no próximo ano, porém acabou não conseguindo figurar na novela. No mesmo mês, fez uma participação especial no filme infantil Cine Gibi, da franquia Turma da Mônica, interpretando ela mesma e contracenando com as animações.
Em outubro, Camargo lançou o segundo single do trabalho ao vivo, "Metade de Mim", o qual trouxe um videoclipe onde a cantora aparece com uma imagem madura, com o modelo Roque Arrais interpretando seu par romântico. Em dezembro, estrelou a segunda temporada do reality show Quebrando a Rotina ao lado de Felipe Dylon, viajando com ele e o apresentador Luciano Huck em um trailer entre o litoral sul do Rio de Janeiro e o litoral norte de São Paulo. Os dois escreveram e interpretaram juntos a faixa "Amor de Praia" ao final da temporada. Ainda naquele ano, foi convidada para o filme 2 Filhos de Francisco, que contaria a história de sua família, porém recusou participar. Em 2005, estrelou seu segundo reality show, Subindo a Serra, ao lado de Felipe Dylon, Karina Bacchi, Preta Gil e Popó, acompanhando a vida deles durante uma viagem para Teresópolis, no Rio de Janeiro.

### 2005–09:W,TotaleMeu Momento

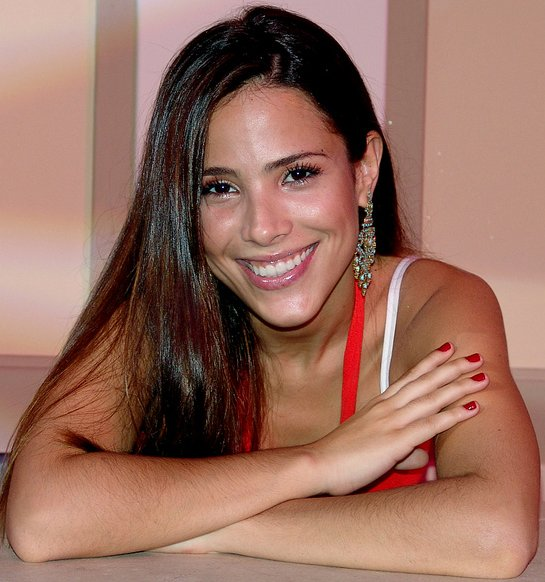
Wanessa em 2006

Em junho de 2005, Camargo lançou seu novo single, "Amor, Amor", apresentava uma sonoridade totalmente diferente até então, apostando no pop latino e dance-pop e sendo comparado aos trabalhos da colombiana Shakira, se tornando a segunda canção de maior repercussão de sua carreira. Seu quarto álbum de estúdio, W, foi lançado em agosto, e diferenciou-se dos anteriores pela ausência de elementos de country, apostando canções genuinamente pop e pop rock, sendo seu trabalho mais autoral com dez das quinze canções compostas por ela. W também foi seu disco mais bem recebido pela crítica, que notou seu amadurecimento e originalidade ao imprimir uma marca própria. Em janeiro de 2006, foi lançado o segundo single, "Não Resisto a Nós Dois", que se tornou a canção de maior repercussão de sua carreira, sendo a sétima mais ouvida nas rádios brasileiras naquele ano.
Em fevereiro, ela iniciou a W in Tour... Era Uma Vez, sua turnê de maior repercussão, dirigida por Marília Pêra, com cinco blocos de cenários e trocas de figurinos. A digressão trouxe uma proposta inédita ao unir música e teatro, inspirada nos musicais da Broadway, com Camargo interpretando uma personagem enquanto cantava. Em agosto de 2006, foi lançado o terceiro single, "Louca", escolhida pelo público através de uma votação em seu site na disputa com "Meu Menino" e a nova versão de "Festa na Floresta", que havia ganhado um remix com a participação do rapper C4bal. Em setembro, Camargo participaria do talent show Dança no Gelo, porém acabou torcendo o pé uma semana antes da estreia e teve que desistir. Em 2 de agosto de 2007, após passar o ano trabalhando em seu novo disco, a cantora lançou o single "Não Tô Pronta Pra Perdoar", uma versão da canção "Not Ready to Make Nice", do grupo Dixie Chicks. Ela lançou seu quinto álbum de estúdio Total em agosto de 2007, unindo o pop dançante que havia aderido no último disco com o country pop. O disco vendeu ao todo 100 mil cópias.
Ela iniciou a Turnê Total em abril no Citibank Hall, em São Paulo. Um dos shows foi gravado para ser lançado em DVD, embora isso nunca tenha vindo a acontecer. Wanessa ainda não havia se decidido pelo segundo single quando foi contatada pela banda mexicana Camila para que gravassem juntos uma versão de hispano-brasileira de "Abrázame" – a qual ela tinha regravado totalmente em português. "Me Abrace" foi lançada em maio de 2008, servindo como single para a versão brasileira de Todo Cambió e do relançamento de Total. A partir de 2009, a cantora passou a assinar apenas como Wanessa – sem seu sobrenome – a partir do single "Fly", lançado em abril daquele ano, que contava com a participação rapper estadunidense Ja Rule. Seu sexto álbum de estúdio, Meu Momento, foi lançado em junho, trazendo as colaborações de Rita Lee e Alexandre Carlo e mostrando uma nova vertente ao apostar no R&B e gêneros urbanos. O segundo single, "Não Me Leve a Mal", foi escolhido através de uma votação no Twitter da cantora, sendo lançado em 28 de setembro. Apesar dos investimentos, que incluíram a artista fazendo a abertura do show de Beyoncé no Brasil, o disco vendeu menos que seus lançamentos anteriores, totalizando 40 mil cópias.

### 2010–15:DNAe música eletrônica

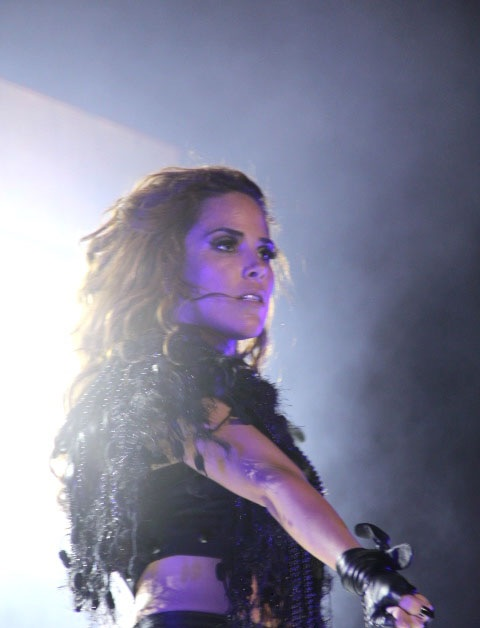
Wanessa em show da DNA Tour, em 2013

Em 2010, Camargo anunciou uma reformulação na carreira, se direcionando para cenário eletrônico, inspirando-se em uma tendência mundial popularizada por Lady Gaga, Kesha e The Black Eyed Peas. Em maio, realizou testes para o musical A Marca do Zorro, para o qual foi aprovada para a personagem Luiza, porém abriu mão para que sua irmã, Camila Camargo, ficasse com o papel. Em julho daquele ano, foi lançada a faixa "Falling For U", do DJ Mister Jam com a participação dos vocais da cantora. Em 9 de setembro, lançou o primeiro single de seu próximo trabalho, "Worth It", versão de "Beautiful Encounter (Yan Yu)", originalmente gravada por Elva Hsiao. Dois dias depois, foi liberado seu primeiro EP, Você não Perde por Esperar, vendido através de um music ticket – um cartão magnético no qual os compradores e digitavam o código contido no site da cantora para fazer o download das músicas. Em 31 de março, foi liberado o último single do trabalho, "Stuck On Repeat", versão de Elle Vee. Na época, apesar dos indícios de que se lançaria em carreira internacional, Wanessa declarou que não tinha intenção.
Em 5 de julho de 2011, lançou seu novo single, "Sticky Dough", em colaboração com a rapper estadunidense Bam Bam, sendo uma versão da canção original de Charite Viken. No mesmo mês, em 28, Camargo lançou seu sétimo álbum de estúdio, DNA, gravado totalmente em inglês e inteiramente produzido por Mister Jam, que acabou tendo a divulgação interrompida com o anúncio de sua gravidez. A faixa-título "DNA" foi lançada como segundo single em 24 de outubro, enquanto o terceiro e último single, "Get Loud!", foi liberado apenas em 26 de junho de 2012, após a cantora retornar da licença-maternidade. Em 1 de dezembro de 2012, ela lançou sua nova canção, "Hair & Soul", tendo o videoclipe patrocinado pela Wella, da qual Camargo era garota propaganda. Em 17 de abril de 2013, a cantora lançou o single "Shine It On", parte de seu segundo álbum ao vivo DNA Tour, que foi lançado no mesmo mês. Em 10 de junho, uma versão de "Amor, Amor" com participação de Preta Gil foi lançada, enquanto em 21 de novembro, Camargo lançou "Turn It Up", com participação do rapper estadunidense Soulja Boy, como single do relançamento do trabalho. Em junho de 2015, a artista iniciou a W15 Tour, visando comemorar seus 15 anos de carreira e trazendo no repertório seus maiores sucessos.

### 2016–17:33e foco no sertanejo

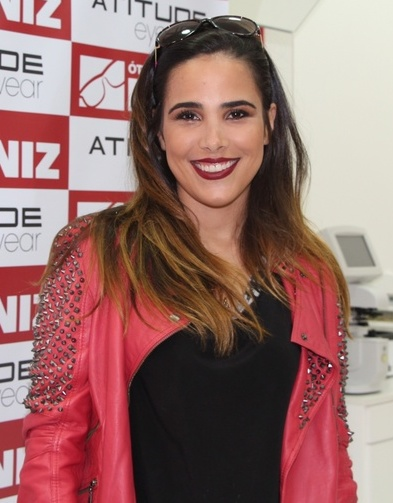
Wanessa em um evento em 2015.

No início de 2016, Camargo começou a gravar seu oitavo álbum de estúdio, no qual tinha iniciado os trabalhos em 2015, anunciando sua saída do cenário eletrônico para um direcionamento de música pop mais comercial para as rádios, focando em letras em língua portuguesa. Mister Jam e César Lemos foram anunciados como produtores e a cantora citou seu disco W como referências do material que estava preparando. Em 31 de janeiro, ela revelou que voltaria a usar o sobrenome Camargo em seu nome artístico, após oito anos usando apenas seu primeiro nome. Em maio, ela anunciou que havia engavetado o material gravado até então, trocando a equipe de produtores para fazer um redirecionamento em sua carreira, deixando a música pop para focar na música sertaneja.
Após essa decisão, Camargo entrou em estúdio para gravar seu álbum novamente, desta vez sob o novo gênero escolhido, trazendo Eduardo Pepato como produtor. Segundo ela, a decisão pela mudança de gênero musical deu-se pela identificação pessoal pela música sertaneja: "O caminho do pop no Brasil [misturado com o funk] eu não me identifico. Não é a minha praia. Minha pegada é o romantismo e o sertanejo é uma marca forte do meu próximo álbum. Estou fazendo o que acredito". Além disso, ela explicou que não queria mais fazer apenas apresentações em boates e estava buscando grandes shows em arenas novamente: "Eu quero rodar o Brasil com a estrutura que sempre quis. Com o eletrônico, peguei cada perrengue". Na mesma semana, rompeu seu contrato com a Sony Music e assinou com a Work Show, produtora responsável por lançamentos do mercado sertanejo. Em julho, lançou nas rádios o primeiro single do álbum, "Coração Embriagado", que atingiu a posição 19 na Billboard Brasil, sendo o melhor resultado de sua carreira na tabela até então. Em 19 de agosto, lançou seu oitavo álbum de estúdio, 33, de forma independente e gratuita no portal de streaming Palco MP3, sendo focado no sertanejo e no arrocha.
O álbum foi lançado dois meses depois nas plataformas digitais e de streaming. "Vai que Vira Amor" foi liberada como segundo single algumas semanas depois, em 26 de agosto, tendo grande popularidade nas rádios. O trabalho recebeu duras críticas, com a cantora sendo chamada pelos jornalistas especializados de "sem identidade musical", "oportunista" e que estava migrando para o gênero apenas pelo dinheiro fácil. Em 10 de março de 2017, 33 foi relançado com duas novas faixas, com "Anestesia" sendo lançada como terceiro single do trabalho. A faixa atingiu a posição de número 31 na Billboard Brasil, gerando grande repercussão.

### 2018–presente:Universo Invertido,Big Brother Brasil 24e outros projetos

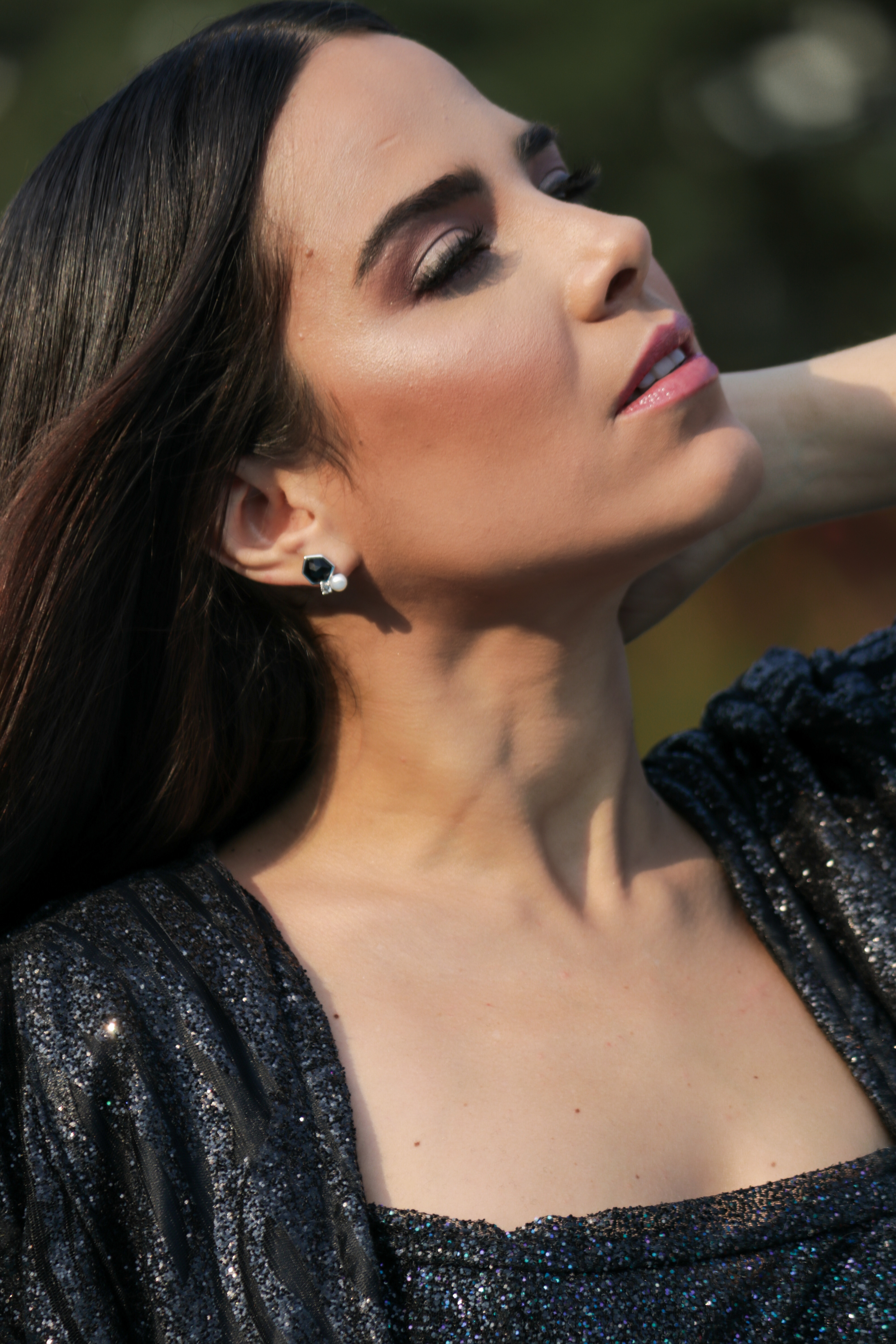
Camargo em 2018

Em 2018, Camargo alegou que havia se arrependido de ter redirecionado seu trabalho ao sertanejo, dizendo que foi o "fundo do poço" de sua carreira: "Quando comecei o trabalho sertanejo, nem sabia que seria assim. As pessoas que estavam a cargo da minha carreira e investindo dinheiro foram colocando esse sertanejo como rótulo e abracei. Depois, me arrependi." Logo após, a cantora anunciou que iria gravar músicas em reggaeton, em alta no Brasil naquele momento, e voltar a cantar em língua portuguesa – com o qual ela não trabalhava mais desde 2009. Em 27 de abril, lançou seu novo single "Mulher Gato", marcando o retorno ao pop nacional, sua primeira faixa no gênero musical desde "Não Me Leve a Mal" em 2009. Logo depois foram lançados "Bumbum no Ar", "Tum Tum", "Loko!" e "Muñeca Plástica". No final de 2019, ela desenvolveu um projeto em comemoração aos 20 anos de carreira, no qual lançaria um single por mês, sendo focados no pop romântico como em seus primórdios, liberando "Vou Lembrar", "Por Favor", "Cuida de Mim" e "Desiste Não". No início de 2020, Camargo lançou mais uma série de singles: "Inquebrável", "Incapaz" e "Nem Ela, Nem Eu", que resultaram no lançamento do EP Fragmentos, Pt. I, no dia 15 de maio de 2020.
O EP teve como objetivo celebrar os 20 anos de carreira da cantora, e nele ela retornou ao som dos seus primeiros trabalhos, retomando a parceria com o produtor César Lemos presente em seus discos iniciais. Ainda naquele ano, ela anunciou o lançamento de seu nono álbum de estúdio, Universo Invertido. Contando com todos os singles lançados anteriormente entre 2019 e 2020, mais cinco faixas novas, entre elas "Lábios de Navalha" e "Sozinha", que foram lançadas como singles. Em 2021, ela deu continuidade aos trabalhos de Universo Invertido, encerrando a era com o lançamento de uma versão deluxe (intitulada "Edição Red") com a faixa exclusiva "Solita", versão de "Sozinha" que mistura português e espanhol.
Em 2021, apareceu na série documental É o Amor produzida pela Netflix, com participação de toda a família Camargo. Durante a gravação da série, ela e seu pai, Zezé Di Camargo, gravaram em parceria um álbum de estúdio, intitulado Pai & Filha, lançado no dia 10 de dezembro de 2021.
Em 2024, a TV Globo confirmou sua participação no grupo Camarote no Big Brother Brasil 24. Durante sua estadia no reality, Wanessa permaneceu por 8 semanas.
A participação de Wanessa no BBB foi objeto de controvérsia e provocou debates, principalmente devido às suas frequentes menções ao participante Davi Brito, a quem ela acusava de gerar gatilhos de trauma devido a sua percepção de agressividade. Sua insistência em falar sobre Davi tornou-se viral na internet, gerando memes e acusações de racismo. Após semanas de tensões e conflitos com Davi, Wanessa foi desligada do programa no dia 2 de março por agredi-lo enquanto ele dormia. Wanessa estava alcoolizada no momento do incidente e emitiu um pedido de desculpas, no entanto, Davi denunciou a agressão, levando a produção do programa a tomar a decisão de expulsar Wanessa Camargo do Big Brother Brasil.
Após sua expulsão, Wanessa se pronunciou nas redes sociais pedindo perdão a Davi por suas atitudes, e disse que estas se enquadram no racismo estrutural. Além disso, expressou sua intenção de se tornar uma pessoa antirracista.

## Vida pessoal
Wanessa foi ginasta dos seis aos 14 anos, praticando ginástica ritmica e olímpica.
Em 1998, aos 16 anos, era o alvo inicial do sequestro que acabou acontecendo por engano com seu tio Wellington Camargo, o qual mobilizou o país quando lhe cortaram um pedaço da orelha e mandaram para a família. Logo após, mesmo com seguranças contratados, sofreu um novo atentado quando seu colégio foi assaltado. Após o ocorrido, sua família se mudou para a cidade de Plantation, nos Estados Unidos, para se proteger de futuros ataques, onde ficaram por um ano.
Em 2003, Camargo revelou em entrevista para a revista Veja que não era mais virgem havia algum tempo; no entanto, seus pais ainda não sabiam e, dias depois, Zezé foi questionado em entrevista sobre isso e disse estar surpreso com a notícia por ficar sabendo apenas naquela ocasião.
Em 2022, tornou-se adepta do veganismo. Durante sua participação no reality BBB, Wanessa revelou que quando se casou passou 3 anos sem conseguir engravidar e ainda sentia muitas dores ao ter relações sexuais, pois tem endometriose; aos 27 anos ela resolveu fazer cirurgia para o tratamento e conseguiu engravidar um ano após.

### Relacionamentos e maternidade
Em 1999, durante a adolescência, Camargo namorou o cantor Leandro Scornavacca, integrante do KLB, terminando sete meses depois por conta da distância, já que a cantora havia se mudado para Miami. Em 2000, começou a namorar o ator Dado Dolabella, permanecendo juntos até 2002.
Em 2003, teve um relacionamento de seis meses com o ator Erik Marmo. Entre setembro de 2003 e dezembro de 2004, voltou a se relacionar com Dolabella em um relacionamento conturbado entre diversos términos e declarações públicas de ambos os lados, gerando brigas públicas. Ainda em 2004, teve breves relacionamentos com o cantor Felipe Dylon e o ator Rodrigo Prado.
Em 2005, conheceu o empresário Marcus Buaiz, vindo a se casar com ele dois anos depois, em 26 de maio de 2007. Em 18 de junho de 2011, anunciou sua primeira gravidez durante entrevista para a revista Contigo!, José Marcus, nascido em 5 de janeiro de 2012. Em dezembro de 2013, declarou estar grávida novamente, dando à luz seu segundo filho João Francisco em 19 de junho de 2014. No dia 2 de maio de 2022, Wanessa e Marcus Buaiz anunciaram a separação após 17 anos juntos.
Em julho de 2022, Camargo assumiu publicamente que havia retomado o namoro com Dolabella. Entre idas e vindas, o casal terminou o relacionamento em dezembro de 2024.

## Características artísticas

### Estilo musical e influências
Camargo cita Celine Dion, Shania Twain e Mariah Carey como algumas das maiores referências na sua carreira. Nos primeiros anos de carreira também citou como referência Dixie Chicks e Faith Hill, de quem chegou a regravar as faixas "Not Ready to Make Nice" e "Breathe", respectivamente. Além disso, realizou uma turnê com seu pai em 2005, intitulada Turnê Pai e Filha, na qual cantou diversas de suas influências, incluindo "From This Moment On" e "You're Still the One", de Twain. Posteriormente, também citou como influências Rita Lee, Shakira, Michael Jackson e Madonna. Durante a fase eletrônica de sua carreira, a cantora citou Kesha e Lady Gaga como inspirações para compor seus trabalhos. Já entre 2016, quando gravou um álbum de música sertaneja, buscou referência referência em outras mulheres do gênero, citando Paula Fernandes e Marília Mendonça.
A maior parte da carreira de Camargo é baseada na música música pop. Também destaca-se como recorrente o country pop, especialmente em seus quatro primeiros álbuns, focados diretamente no gênero e em outros trabalhos pontuais durante a carreira. A partir de 2005 focou-se no pop e dance-pop. Entre 2010 e 2015, direcionou sua carreira para o EDM e electropop, gravando três projetos focados nos estilos propostos, Você Não Perde por Esperar, DNA e DNA Tour, sendo gravados inteiramente em língua inglesa. Em 2016, gravou um álbum de música sertaneja, intitulado 33, porém não seguiu no gênero, retornando ao foco pop. Algumas canções apresentam gêneros específicos como pop rock ("Sem Querer", "Não Resisto a Nós Dois"), reggaeton ("Amor Amor", "Loko"), forró ("Me Pega de Jeito"), dubstep ("Sticky Dough"), arrocha ("Vai Que Vira Amor") e R&B ("Fly", "Não Me Leve a Mal").

### Impacto
Camargo se tornou uma das grandes representantes da música pop brasileira no decorrer dos anos. Além disso, é considerada pela imprensa como a pioneira do country pop no Brasil por ser a primeira a apostar no gênero no país. Camargo também foi a primeira cantora pop nacional a ter duas músicas seguidas do mesmo álbum nas primeiro lugar no Brasil em 2001. Em 2005, se tornou o primeiro grande nome nacional a gravar uma canção de reggaeton, "Amor, Amor". Em 2006, sua turnê W in Tour... Era Uma Vez foi considerada inovadora no Brasil, por trazer um formato de teatro musical inspirada na Broadway, na qual cada música era costurada pela uma história, sendo dirigida pela atriz Marília Pêra e direção de arte de Giovanni Bianco. Em 2009, com o lançamento do álbum Meu Momento e a faixa "Fly" em primeiro lugar nas rádios durante dois meses, Camargo foi citada pela imprensa como a responsável por reavivar o R&B na música brasileira desde o fim de seu auge no início dos anos 2000. Durante sua carreira, Camargo vendeu 3 milhões de álbuns.
Em 2009, e novamente em 2011, o artista plástico Marcus Baby fez uma homenagem à cantora transformando-a em uma boneca para colocar em um livro fotográfico com suas criações. A cantora foi a responsável por expandir o cenário da música eletrônica nacional, com seu álbum DNA, gerando os sucessos "Falling For U" e "Stick Dough" no país. Ainda em 2011, o colunista Jarett Wieselman, do jornal estadunidense New York Post, realizou uma crítica positiva ao single "Stuck on Repeat", dizendo que: "É, de longe, a faixa dance mais épica que eu já ouvi em tempos". No mesmo ano, recebeu um prêmio especial pela sua contribuição na música, entregue pela Ordem de Músicos do Brasil. Em 2013, o portal Dammit afirmou que Camargo reunia atributos necessários para um bom artista – cantar, dançar, presença de palco e manter o público aquecido.

## Outras atividades
Em diversas ocasiões, Camargo mostrou apoio aos direitos das pessoas LGBT, como o casamento entre pessoas do mesmo sexo. Ela também se apresentou, em múltiplas ocasiões, na Parada do Orgulho LGBT de São Paulo.

### Filantropia
Camargo se tornou embaixadora da ONG Fundação SOS Mata Atlântica, que luta pela preservação da Mata Atlântica. Devido ao seu esforço em promover a ONG e suas metas, e também por trabalhar pela despoluição do rio Tietê, em São Paulo, Camargo foi premiada em 2007 com o Prêmio Pró-Social, no evento Meus Prêmios Nick, durante seus shows da "Turnê Total" em 2008, era exibido um vídeo sobre conscientização da preservação da Mata Atlântica, e também foi a escolas ensinar para os alunos sobre a questão ambiental. No ano de 2010, a cantora participou de exposições do projeto sobre ecologia. A cantora ainda recebeu o título de Personalidade do Ano e a Joia de JK do Cicesp. Em 2012, a cantora recebeu um cachê de R$ 150 mil de uma propaganda que foi inteiramente doado à Unicef. Já em 2014, Wanessa doou o cachê de R$ 50 mil que recebeu da revista Caras para exibir seu segundo filho com exclusividade na publicação para projetos sociais. Em 18 de dezembro de 2014, Camargo faz um pocket show virtual com músicas antigas e nunca cantadas antes para atrair os fãs para uma campanha em prol de um menino chamado Ryan, que sofre de Síndrome de Ondina. Durante a apresentação, os internautas podiam fazer suas doações. Em dezembro de 2015, Camargo foi nomeada embaixadora da ONU, se comprometendo com as ações do UNAIDS na resposta ao HIV e à discriminação. Já no ano de 2020, Camargo foi madrinha da campanha do agasalho Barueri e se apresentou no Festival "Popline Marsks4All", que teve como propósito arrecadar fundos para fazer máscaras e doa-las, como forma de combate a pandemia de COVID-19.

## Discografia
- Wanessa Camargo (2000)
- Wanessa Camargo (2001)
- Wanessa Camargo (2002)
- W (2005)
- Total (2007)
- Meu Momento (2009)
- DNA (2011)
- 33 (2016)
- Universo Invertido (2020)
- Pai & Filha (com Zezé Di Camargo) (2021)
- Livre (2023)

## Filmografia

### Televisão
| Ano     | Programa                       | Papel                   | Nota                                               |
| ------- | ------------------------------ | ----------------------- | -------------------------------------------------- |
| 2002–04 | Jovens Tardes                  | Apresentadora           |                                                    |
| 2004    | Sítio do Picapau Amarelo       | Diana Dechamps          |                                                    |
| 2004    | Quebrando a Rotina             | Participante            | Temporada 2                                        |
| 2005    | Subindo a Serra                | Participante            | Temporada 1                                        |
| 2008    | High School Musical: A Seleção | Jurada especial         | Episódio: "Desafio das Duplas"                     |
| 2012    | Cheias de Charme               | Ela mesma               | Episódio: "6 de setembro"                          |
| 2015    | Peladão a Bordo                | Jurada especial         | Episódio: "17 de novembro"                         |
| 2017-18 | Popstar                        | Jurada especial         | Episódio: "13 de agosto" Episódio: "28 de outubro" |
| 2018    | Dra. Darci                     | Leandra                 | Episódio: "A Concorrente"                          |
| 2020    | Wanessa em Terras Capixabas    | Apresentadora           | [ 189 ]                                            |
| 2020    | Wanessa feat. Espírito Santo   | Apresentadora           | [ 189 ]                                            |
| 2021    | Show dos Famosos               | Participante (2º lugar) | Temporada 4                                        |
| 2021    | É o Amor: Família Camargo      | Ela mesma               | Documentário                                       |
| 2022    | Wanessa Sunset                 | Apresentadora           | [ 191 ]                                            |
| 2024    | Big Brother Brasil             | Participante (Expulsa)  | Temporada 24                                       |
| 2025    | Batalha do Lip Sync            | Participante            | Temporada 4                                        |
| 2025    | Dança dos Famosos              | Participante            | Temporada 22                                       |

### Filmes
| Ano  | Programa                             | Personagem |
| ---- | ------------------------------------ | ---------- |
| 2001 | Xuxa e os Duendes                    | Fada Mel   |
| 2004 | Cine Gibi                            | Wanessa    |
| 2010 | High School Musical: O Desafio       | Wanessa    |
| 2016 | Sing - Quem Canta Seus Males Espanta | Ash (voz)  |
| 2021 | Sing 2                               | Ash (voz)  |

## Turnês
- Turnê Apaixonada (2001–2002)
- Turnê Olympia (2003)
- Turnê Transparente (2004–05)
- W in Tour... Era Uma Vez (2006–07)
- Turnê Total (2008–09)
- Turnê Meu Momento (2009–10)
- DNA Tour (2012–15)
- Turnê 33 (2016–17)
- Wanessa Camargo Tour (2018)
- Turnê Livre (2022–23)

### Promocionais
- Turnê Pai e Filha (2007) (com Zezé Di Camargo)
- Turnê Balada (2010–2011)
- Turnê W15 (2015)

### Blocos Carnavalescos
- Bloco Xainirô (2023–presente)[195]

## Na cultura popular
- Foi interpretada pela atriz Bárbara Freitas no filme 2 Filhos de Francisco (2005).[196]